# Final da Taça de Portugal de 2020–21
A Final da Taça de Portugal de 2020–21 foi a final da 81ª edição da Taça de Portugal, competição organizada pela Federação Portuguesa de Futebol. A final foi disputada a 23 de maio de 2021, no Estádio Cidade de Coimbra, entre o SC Braga e o SL Benfica. O SC Braga venceu o jogo por 2-0 e conquistou a 3ª Taça de Portugal da sua história.

## Estádio
Devido à pandemia de COVID-19, o Estádio Nacional do Jamor não foi escolhido para receber a final. Para este jogo foi escolhido o Estádio Cidade de Coimbra. Inaugurado em 2003 e com uma lotação de 29.744 lugares, foi a 2.ª Final da Taça de Portugal que este estádio recebeu.

## Final
| 23 Maio 2021 | Braga                         | 2–0 | Benfica | Estádio Cidade de Coimbra, Coimbra |
| 20:30        | - Piazon 45+3' - R. Horta 85' |     |         | Público: 0                         |

| Braga | Benfica |

|                  |    |                    |       |     |
| Pos              | #  | Jogador            |       |     |
| GK               | 1  | Matheus            |       |     |
| RB               | 47 | Ricardo Esgaio (c) | 35'   |     |
| CB               | 3  | Vítor Tormena      |       |     |
| CB               | 34 | Raul Silva         |       |     |
| LB               | 5  | Nuno Sequeira      |       |     |
| RW               | 21 | Ricardo Horta      |       |     |
| CM               | 8  | Ali Musrati        | 66'   | 75' |
| CM               | 88 | André Castro       |       | 70' |
| LW               | 90 | Galeno             |       |     |
| CF               | 9  | Abel Ruiz          |       | 87' |
| CF               | 11 | Lucas Piazon       | 90+4' |     |
| Suplentes:       |    |                    |       |     |
| GK               | 12 | Tiago Sá           |       |     |
| DF               | 26 | Cristian Borja     |       |     |
| DF               | 86 | Bruno Rodrigues    |       |     |
| MF               | 7  | João Novais        | 82'   | 70' |
| MF               | 15 | André Horta        |       | 75' |
| FW               | 18 | Rui Fonte          |       |     |
| FW               | 19 | Andraž Šporar      |       | 87' |
| Treinador:       |    |                    |       |     |
| Carlos Carvalhal |    |                    |       |     |

|             |    |                      |       |     |
| Pos         | #  | Jogador              |       |     |
| GK          | 77 | Helton Leite         | 16'   |     |
| RB          | 5  | Jan Vertonghen       |       |     |
| CB          | 30 | Nicolás Otamendi     | 89'   |     |
| LB          | 91 | Morato               |       | 81' |
| RM          | 17 | Diogo Gonçalves      |       | 57' |
| CM          | 28 | Julian Weigl         |       |     |
| CM          | 49 | Adel Taarabt         | 90+3' |     |
| LM          | 3  | Álex Grimaldo        | 90+4' |     |
| RW          | 21 | Pizzi (c)            |       | 21' |
| CF          | 14 | Haris Seferovic      |       | 57' |
| LW          | 7  | Everton              |       | 57' |
| Suplentes:  |    |                      |       |     |
| GK          | 99 | Odysseas Vlachodimos |       | 21' |
| DF          | 33 | Jardel               |       |     |
| DF          | 71 | Nuno Tavares         | 88'   | 57' |
| MF          | 8  | Gabriel              |       |     |
| MF          | 19 | Chiquinho            |       | 81' |
| MF          | 27 | Rafa Silva           | 85'   | 57' |
| FW          | 9  | Darwin Núñez         |       | 57' |
| Treinador:  |    |                      |       |     |
| Jorge Jesus |    |                      |       |     |

| Homem do jogo: Galeno (Braga) Prémio Fair Play: Ricardo Horta (Braga) Árbitros: André Campos Pedro Felisberto 4º árbitro: Rui Costa VAR: João Pinheiro Assistentes VAR: Tiago Martins João Bessa Silva | Regras do jogo - 90 minutos - 30 minutos de prolongamento se necessário - desempate por grandes penalidades se jogo persistir empatado - Sete suplentes - Máximo de 5 substituições, sendo permitida uma sexta substituição no prolongamento |